# 코디크로스
코디크로스(CodyCross: Crossword Puzzles)는 2017년 3월 7일에 파나테에서 만든 낱말맞추기 온라인 게임이자 퍼즐 게임이다.

## 게임의 특징
코디크로스는 낱말을 마추면서 하나의 세계관을 완수시키는 게임이다. 코디크로스를 갓 시작했을 경우에 처음으로 주어지는 기본적인 세계는 행성 지구이며 이후에 수중 세상-발명-사계절-서커스-교통수단-요리 예술-스포츠-동물과 식물-고대 이집트-놀이공원-중세 시대-파리-카지노-도서관-연구실로 총합 16개의 세계가 주어진다. 이후엔 게임의 업그레이드를 통해 기존의 세계에서 다른 세계로 나가서 문제를 풀 수가 있다. 퍼즐은 1개의 세계관마다 총 5개가 있으며 퍼즐을 맞추면 글자가 만들어 지면서 완료가 된다. 또한 하나의 세계관마다 퍼즐을 5개를 가지고 있는 스테이지가 20개가 있다. 자신이 출석한 뒤에 24시간이 경과되어 게임에 들어오면 1일의 출석으로 토큰의 보상을 받을 수도 있다. 또한 문제를 풀거나 세계관을 하나씩 완수할 때에도 업적이나 세계관의 달성으로 토큰을 받을 수가 있다. 페이스북과 연동이 가능한 게임이기도 하다.

## 같이 보기
- 온라인 게임
- 퍼즐 게임